# 第19回日本レコード大賞
第19回日本レコード大賞は、1977年（昭和52年）12月31日に帝国劇場で行われた、19回目の『日本レコード大賞』である。

## 概要
部門賞の発表は11月22日に「第19回速報！日本レコード大賞」のタイトルで帝劇で発表された。
この回では、開始以来単独担当だった男性司会が2名に増加、今までの高橋圭三を番組を総括する総合司会ポジションに据え、細部進行を担当する「司会」ポジションとして当時テレビ番組『ぴったし カン・カン』と『トップスターショー・歌ある限り』を担当していた久米宏（当時局アナ）が新加入、そして女性司会は森光子から黒柳徹子に交代、放送時は主に久米・黒柳のコンビが舞台下手の司会ブースで進行全般を担当し、上手に一人用の司会ブースを用意された高橋が随所にそこから両司会者をアシストする形で進行に関わる形となっていた。尚、久米と黒柳は、既に翌年1月からのスタート予定となっていたテレビ音楽番組『ザ・ベストテン』（『トップスターショー』の次番組）の司会を務めることが決定しており、その宣伝を兼ねての起用だった。この他前回では無かった「補佐役」が復活、当時『飛べ!孫悟空』のナレーターで人気を上げた小島一慶（当時局アナ）が主に会場レポート等を担当した。
第19回の大賞は、沢田研二の「勝手にしやがれ」に決定した。沢田研二は初の受賞。
この年の大賞候補曲ベスト10（大賞・最優秀歌唱賞・歌唱賞の候補）は、八代亜紀の「愛の終着駅」、松崎しげるの「愛のメモリー」、野口五郎の「風の駅」、沢田研二の「勝手にしやがれ」、桜田淳子の「気まぐれヴィーナス」、山口百恵の「秋桜」、岩崎宏美の「思秋期」、石川さゆり「津軽海峡・冬景色」、小柳ルミ子の「星の砂」、西城秀樹の「ボタンを外せ」である。
審査員の得票は、沢田研二「勝手にしやがれ」が42票、次点の石川さゆり「津軽海峡・冬景色」が3票、3位は山口百恵「秋桜」と岩崎宏美「思秋期」が2票など、沢田の圧勝だった。
この回から、従来の「作詩賞」を「西条八十賞」に、「作曲賞」を「中山晋平賞」に名称変更した。
西条八十賞は、阿久悠・さだまさし・島武実・松本隆・竜真知子らがノミネートされ、決選投票でさだが30票、阿久が19票を獲得しさだの受賞が決定した。
中山晋平賞は、大野克夫・さだまさし・都倉俊一・三木たかし・森田公一らがノミネートされ、決選投票で三木が26票、都倉が23票を獲得し三木の受賞が決定した。
編曲賞は、惣領泰則・竹村次郎・馬飼野康二・萩田光雄・船山基紀らがノミネートされ、決選投票で船山が28票、馬飼野が21票を獲得し船山の受賞が決定した。
企画賞は、RVCの「ビューティ・ペア」、CBS・ソニーの「ソウルこれっきりですか」、テイチクの「GO!GO!掛布」、東芝EMIの「演歌の源流を探る(李成愛)」、日本コロムビアの「宇宙戦艦ヤマト」、日本フォノグラムの「オレンジ色のランプ(ボニージャックス)」、ビクター音楽産業の「日本のジャズ・ポピュラー史 -戦前・戦後編-」、ポリドールの「ダーク・ダックスによる甦る大正ロマン」の8社がノミネートされ、決選投票でビクター音楽産業が27票、東芝EMIが22票。3社目はRVCが32票、CBS・ソニーが17票となりビクター・東芝EMI・RVCの受賞が決定した。
特別賞は、満場一致で小畑実・小林旭・フランク永井・春日八郎に決定した。
新人賞（最優秀新人賞の候補）は、まず清水健太郎が過半数の25票を獲得し真っ先に受賞が決定。続いて2位は高田みづえと狩人の決選投票で高田に、3位は狩人、4位は太川陽介と清水由貴子の決選投票で太川に、5位は清水と榊原郁恵の決選投票で榊原に決定した。
大衆賞はキャンディーズ、郷ひろみ、ダウン・タウン・ブギウギ・バンド、ビューティ・ペア、ピンク・レディーらが候補に入り、ピンク・レディーが45票、郷とキャンディーズが各2票でピンク・レディーの受賞が決定した。
今回は審査に当時最先端のコンピューターが導入された。
最優秀歌唱賞は八代亜紀。前年第18回に続いて2年連続の受賞。
視聴率は前年より8.9%上昇の50.8%で、歴代史上最高視聴率を達成（TBSの音楽番組歴代1位、TBSの番組歴代3位）。そして同番組でのこの最高視聴率の記録は、2021年現在でも未だに破られていない。

## 司会
- 総合司会:高橋圭三 - 9度目の司会。
- 司会進行:久米宏（TBSアナウンサー）
- 司会進行:黒柳徹子
- 司会補佐:小島一慶（TBSアナウンサー）
- レポーター:小川哲哉（審査会場担当） - 4度目の担当。司会を含めると6度目。
- ラジオ中継実況：渡辺謙太郎、藤原いさむ

## 受賞作品・受賞者一覧

### 日本レコード大賞
- 「勝手にしやがれ」
  - 歌手:沢田研二
  - 作詞:阿久悠 - 2年連続3度目。
  - 作曲:大野克夫
  - 編曲:船山基紀
  - レコード会社:ポリドール

### 最優秀歌唱賞
- 「愛の終着駅」
  - 歌手:八代亜紀 - 2年連続2度目。

### 最優秀新人賞
- 清水健太郎（曲:「失恋レストラン」）

### 歌唱賞
- 「秋桜」
  - 歌手:山口百恵 - 大賞候補時代の大衆賞と合わせると3年ぶり2度目。
- 「思秋期」
  - 歌手:岩崎宏美
- 「津軽海峡・冬景色」
  - 歌手:石川さゆり

### 大衆賞
- 「ウォンテッド (指名手配)」他
  - 歌手:ピンク・レディー

### 新人賞
- 狩人（曲:「あずさ2号」）
- 榊原郁恵（曲:「アル・パシーノ＋アラン・ドロン＜あなた」）
- 高田みづえ（曲:「硝子坂」）
- 太川陽介（曲:「Lui-Lui」）

### 中山晋平賞（後の作曲賞）
- 「思秋期」（歌:岩崎宏美）/「津軽海峡・冬景色」（歌:石川さゆり）
  - 作曲:三木たかし

### 編曲賞
- 「勝手にしやがれ」（歌:沢田研二）/「旅愁〜斑鳩にて〜」（歌:布施明）
  - 編曲:船山基紀

### 西条八十賞（後の作詩賞）
- 「雨やどり」（歌:さだまさし）/「秋桜」（歌:山口百恵）
  - 作詩:さだまさし - 作詞賞時代と合わせると3年ぶり2度目。

### 特別賞
- 小畑実
- 小林旭
- フランク永井 - 2年ぶり2度目。
- 春日八郎 - 9年ぶり2度目。

### 企画賞
- 「日本のジャズ・ポピュラー史」-戦前・戦後編-
  - ビクター音楽産業(株) - 2年連続3度目。
- 「演歌の源流を探る(李成愛)」 
  - 東芝EMI(株) - 2年ぶり6度目。
- ビューティ・ペア
  - RVC(株) - 2年ぶり2度目。

### 審査委員会顕彰
- 古賀政男
- 服部良一

## 主な中継スタッフ
- 構成：保富康午、太田イサム／フルハウス（スタッフ参加）、小野寺真
- 音楽：長洲忠彦、半間厳一、前田憲男
- 指揮：長洲忠彦
- 振付：土居甫
- 演奏：高橋達也と東京ユニオン、宮間利之とニューハード、ベストアンサンブル
- コーラス：日本合唱協会、ミュージック・クリエイション／APPLE、マーガレット
- 演出：神保泰宏
- プロデューサー：斎藤正人、吉田恭爾
- 製作著作：TBS

## その他
- この日は土曜日であるため、19:00の『まんが日本昔ばなし』（第2期、毎日放送制作）、19:30の『クイズダービー』、20:00の『8時だョ!全員集合』が休止された。『全員集合』が休止になったのは、同年7月23日に「オールスターゲーム・第1戦」中継（平和台球場、RKB毎日制作）のため、『日本昔ばなし』・『ダービー』と共に休止になって以来で、『レコ大』による休止は史上初。なお『全員集合』は、翌1978年1月1日の19:30 - 20:55に差し替え版として、『お正月だョ!全員集合』を放送、この影響で、当時ザ・ドリフターズがレギュラー出演していた、フジテレビ系列の正月特番『新春スターかくし芸大会』は、その翌日の2日に放送された。またその2日には『ダービー』の差し替え『お年玉だよ!クイズダービー』を14:00に放送、翌3日には『日本昔ばなし』の差し替え『お正月まんが日本昔ばなし大会』を9:00に放送した。